# 30 de febrero (álbum)
30 de febrero es el quinto álbum de estudio del dúo estadounidense Ha*Ash formado por las hermanas Ashley Grace y Hanna Nicole. Se lanzó el 1 de diciembre de 2017 por la compañía discográfica Sony Music Latin. La propuesta discográfica fue preparada y grabada en Miami, Florida bajo la dirección ejecutiva de Hanna y George Noriega. El disco que cuenta con 12 temas se caracteriza por los géneros musicales que predominan en las canciones, entre R&B, electropop y urbano, además de la balada romántica.
Previamente al lanzamiento del disco, en el mes de noviembre de 2017, publicaron vídeos líricos de seis canciones de la producción «No pasa nada», «Eso no va a suceder», «Paleta» «Llueve sobre mojado», «Ojalá» y «30 de febrero», las ideas en la forma de edición de cada cinta fue dada por las hermanas y llevada a cabo por el director Diego Álvarez. El disco debutó en el número once en la lista Latin Pop Albums y en la posición catorce en Latin pop Sales, ambas de Billboard. Durante semanas alcanzó el tercer lugar de lo más comercializado en México, obteniendo el disco de platino más oro por sus ventas.
El álbum fue promocionado por cuatro sencillos «100 años» junto a Prince Royce se lanzó como el sencillo principal el 13 de octubre de 2017, esto seguido de «No pasa nada», «Eso no va a suceder» y la balada «¿Qué me faltó?». Del mismo modo, continuando con la promoción Ha*Ash se embarcó en la Gira 100 años contigo, que tuvo pasó por toda Latinoamérica, Norteamérica y Europa. El 11 de noviembre realizaron su cuarto concierto en el Auditorio Nacional, el cual fue grabados para lanzar su primer DVD en vivo el 6 de diciembre de 2019, titulado Ha*Ash: En vivo.

## Antecedentes y lanzamiento
Tras el lanzamiento de su primer álbum en vivo Primera fila: Hecho realidad (2014), Ha*Ash se embarcó la gira Primera fila, la cual reunió a más de 2 000 000 personas hasta el 2016. A mediados de 2017, realizan las últimas presentaciones de la gira y dedican 3 día de la semana para dar conciertos y los restantes viajaban a Miami, para preparar la preparación y grabación de su quinto álbum de estudio.
Se lanzó el 1 de diciembre de 2017 y cuenta con 12 canciones, y se caracteriza por los géneros musicales que predominan en las canciones, entre R&B, electropop y urbano, aunque conservan su clásico estilo country y balada romántica. En uno de los folletos del álbum, se encontraba un mensaje del dúo para sus seguidores; «Hemos pasado los más recientes años de nuestras vidas en aviones, en hoteles, recorriendo países y pisando nuevos escenarios. Lo único que podemos decir es: GRACIAS, a todos los que han cantado con nosotras y a todos los que nos han enseñado que los sueños se hacen realidad. Qué la música y el amor nos duren 100 años». Asimismo, compartieron a través de sus redes sociales lo importante que fue para ellas la creación del disco:

"Lo que hoy les compartimos con 30 de febrero es la versión más completa de nosotras y lo mucho que hemos tenido oportunidad de descubrir a su lado. Este disco es un desafío a nuestro pasado, pero, más que nada es nuestra mejor carta de agradecimiento para ustedes por el honor de estar aquí. Para decirles que lo mejor de cada día es poder conectar con ustedes nuestra pasión más grande."
Ha*Ash en su cuenta de instragram

## Grabación
La dirección ejecutiva estuvo a cargo de Hanna y George Noriega y la realización musical de la mano de los productores internacionales Matt Rad, George Noriega, Édgar Barrera y Joe London. El disco se grabó en los estudios Cutting Cane Studios, de Davie, Florida, Heiga Studios & Hit23 de Miami, Florida y en Swing House ATX, en Los Ángeles, California, y la masterización se llevó a cabo en The Lodge por Emily Lazar. El álbum cuenta con una parte visual con lyric videos, para ellos se contó con la participación del reconocido Diego Álvarez en la dirección. Entre los artistas invitados se incluyen Abraham Mateo y Prince Royce.
La preparación de este último disco en Miami influenció a las hermanas a coquetear con el ritmo urbano, ya que es la música que constantemente escuchaban en el lugar, creando melodías más pegadizas para adaptarse a un nuevo estilo, líricamente sus temas expresan el sarcasmo y el empoderamiento femenino. Sobre la lírica y el sonido, el dúo confesó que para ellas lo más importante era el mensaje que deja cada canción y no la forma y el sonido con el que se adorna, formando parte de la composición de todos los temas.

## Título y portada
El 22 de octubre de 2017, después de que se filtrara en internet el supuesto nombre del disco, las hermanas a través de un Facebook Live en su cuenta oficial, confirmaban el título del álbum como 30 de febrero, declarando: "Les vamos a decir el nombre del disco, "30 de febrero", honestamente ya lo sabía mucha gente en Twitter, tratamos de guardarlo en secreto y que mejor que nosotras decirle que el disco se llama así. En dicha transmisión en vivo, Ashley también explica del porque del nombre, comentado en forma de broma: "Se llama 30 de febrero, porque es un día que no existe, es el día que me voy a casar, es el día en que Hanna va a dejar de comer postres". En varias entrevista, siempre se ha explicado que el título del disco tiene referencia a la temática sarcástica que tienen las canciones, y a que es el día en que la hermana menor "supuestamente" se casará.

"30 de febrero’  tiene que ver mucho con la energía del disco. Es un día que no existe. Nació porque cuando Hanna se casó, todo mundo me decía Ashley ¿cuándo te vas a casar? Y ella siempre respondía el 30 de febrero. Hay que tomar la vida así, con sarcasmo, si tienes a alguien bien, sino también, la vida es demasiado corta para estar dramatizando."
Ha*Ash en una entrevista para Radio Romántica en noviembre de 2017.

 Previamente a la revelación de la portada, a través de diversos medios de difusión en Twitter, como Sony Music, Los 40 México, entre otros, fueron publicando pedazos de la portada, para que sus seguidores se vallan haciendo la idea de como sería. Finalmente, el día 9 de noviembre de 2017 mediante sus redes sociales publicaron la portada oficial.

## Rendimiento comercial
El disco alcanzó el número once en la lista Latin Pop Albums y la posición catorce en Latin pop Sales, ambas de Billboard. Durante semanas se ubicó en el tercer lugar de lo más comercializado en México, manteniéndose durante el 2018, 42 semanas en el top. En la lista anual de AMPROFON, alcanzó la posición veintiséis. Se certificó en 2018 rápidamente con disco de oro y platino, por la venta de 30.000 y 60.000 copias, respectivamente en México. En mayo de 2020, se certificó con disco de platino más oro.

## Promoción
Previamente al lanzamiento del álbum, para su promoción viajaron a países como Chile, Argentina, España y Perú para presentar un adelante del mismo, personalmente, y además en el mes de noviembre de 2017 publicaron "lyric videos musicales" de seis canciones de la producción «No pasa nada», «Eso no va a suceder», «Paleta» «Llueve sobre mojado», «Ojalá» y «30 de febrero», las ideas en la forma de edición de cada cinta fue dada por las hermanas y llevada a cabo por el director Diego Álvarez. Las radios mexicanas comenzaron a emitir los temas, permitiendo que las dos últimas canciones recibieron disco de oro en dicho país, sin ser sencillos oficiales.

### Sencillos
Desde la aparición en plataformas digitales del primer sencillo, «100 años», el álbum ha creado grandes expectativas. El nuevo sonido del dúo, con tintes de pop anglo, urban beats y guitarras latinas, así como su letra con los sentimientos a flor de piel, encantaron rápidamente a todos sus escuchas, logrando rápidamente el disco de oro tanto para el álbum, como para el sencillo. El 13 de octubre de 2017 fue lanzado en colaboración con Prince Royce, el tema llegó al primer lugar en iTunes México y en Spotify a nivel internacional. En diciembre de ese mismo año alcanzó la primera posición en las lista México Español Airplay de Billborad, además de la tercera posición en la lista México Airplay; adicionalmente, obtuvo varios certificados, destacando el cuádruple disco de platino en México, además de certificaciones en Perú.
«No pasa nada» lanzado el 8 de marzo de 2018, llegó al número uno en iTunes México, siendo certificado con disco triple de platino en dicho país. Alcanzó la segunda posición en las radios, así como, el cuarto lugar en la lista México Español Airplay de Billboard. El tercer sencillo «Eso no va a suceder» publicado el 8 de agosto de 2018, en diciembre de ese mismo año, escaló al número uno tanto en México Español Airplay como en Monitor Latino, ambas listas de México, en Estados Unidos, por su parte, alcanzó la posición 34 en la lista Latin Airplay de Billboard, obteniendo la certificación de platino más oro en México. A principios del 2019 fue lanzado hasta ahora, el último sencillo del álbum «¿Qué me faltó?», cuyo vídeo oficial fue estrenado el 4 de enero de 2019, alcanzando el segundo lugar en las radios mexicanas, y el disco de platino más oro en el país.

### Gira musical
A fines del 2017, Ha*Ash anunció las primeras fechas de la gira titulada Gira 100 años contigo, comenzó en los primeros meses del 2018, arrancando oficialmente en Viña del Mar con un show en el Anfiteatro de la Quinta Vergara repleta de globos blancos por partes de sus seguidores. Y ha logrado hasta su primera etapa más de 85 conciertos por toda Latinoamérica, Norteamérica y Europa, entre ellos, los 6 Auditorios Nacional en la Ciudad de México, 4 Auditorio Banamex en Monterrey, sus llenos totales en Argentina, Chile, y Perú, entre otros. La gira tuvo pasó por toda Latinoamérica, Norteamérica y Europa colgando en la mayoría de los shows carteles de entradas agotadas.
El 11 de noviembre realizaron su cuarto show en el Auditorio Nacional, con las localidades completamente agotadas, este show fue grabados para lanzar su primer DVD en vivo el 6 de diciembre de 2019, titulado Ha*Ash: En vivo. Contó con las participaciones de Miguel Bosé, Melendi, Prince Royce.

## Videografía del álbum
El 20 de octubre de 2017, Ha*Ash estrenó el primer video de su álbum «100 años» junto al cantante Prince Royce, fue grabado en Hollywood Beach, con cámaras 4K y lentes de alta calidad cinematográfica, contó con un equipo de producción de más de 45 personas, incluyendo al director Pablo Croce y a Pedro Castro. En el mes de noviembre, lanzaron el vídeo del primer lyric vídeo de un total de seis, todos dirigidos por Diego Álvarez, de la canción «Ojalá», el cual tiene lugar de entorno una oficina. El mismo mes de se estrenó el lyric vídeo de «30 de febrero", que contó con la participación del español Abraham Mateo. El tercer vídeo lyric publicado fue «Eso no va a suceder", donde Hanna y Ashley están con vestidos de novia, en algunas de las escenas muestran un vestido blanco ardiendo y desgarrado, mientras que a Hanna se la ve rompiendo un pastel de bodas.> Los 3 vídeos lyric restantes fueron «Paleta», «No pasa nada» y «Llueve sobre mojado», que se lanzaron el mismo día en que fue publicado oficialmente el álbum en todas las plataformas digitales.
Junto al lanzamiento en las plataformas radiales y de streaming, el 8 de marzo se lanzó el video para su segundo sencillo «No pasa nada». En él se puede ver la historia de venganza contra quien jugó con el corazón de las chicas quienes atacan con fuerza. Todo en un ambiente urbano lleno de colores y luces neón, donde, además se les ve vestir con sensualidad. Para lograr el video Hanna y Ashley trabajaron de la mano de Pablo Croce, el mismo director de «100 años».
El 8 de agosto de 2018 fue publicado el vídeo de su tercer sencillo «Eso no va a suceder». El vídeo que tiene como protagonistas al dúo, junto a Natalia Téllez, Renata Notni y Dhasia Wezka, transmite la idea de que no se necesita a un hombre para ser feliz, por lo que Hanna y Ashley les dan oportunidad a las mujeres para pensar mejor sus decisiones y las invitan a volverse cómplices de su aventura. El rodaje se llevó a cabo bajo la dirección de Emiliano Castro y la participación del director de fotografía Ernesto Lomeli. A comienzo del año 2019, el día 4 de enero se estrenó sin aviso previo el vídeo de su cuarto sencillo «¿Qué me faltó?», el cual muestra a las chicas del dúo cantando en la playa, mostrando imágenes y vídeos de los recuerdos que Hanna y Ashley han tenido en los diferentes países que visitaron durante su Gira 100 años contigo. El video estuvo a cargo del director Toño Tzinzun.

## Lista de canciones
Créditos adaptados de Apple Music.

| Edición estándar |                                     |                                                                                   |                                     |          |  |
| N.º              | Título                              | Escritor(es)                                                                      | Director(es)                        | Duración |  |
| 1.               | «30 de febrero» (con Abraham Mateo) | Ashley Grace · Hanna Nicole · Abraham Mateo · Santiago Hernández · Rafael Vergara | Hanna Nicole* · George Noriega      | 3:17     |  |
| 2.               | «Ojalá»                             | Ashley · Hanna · Pablo Preciado                                                   | Hanna* · Noriega                    | 3:27     |  |
| 3.               | «No pasa nada»                      | Ashley · Hanna · José Luis Ortega                                                 | Hanna* · Noriega                    | 3:14     |  |
| 4.               | «Eso no va a suceder»               | Ashley · Hanna · Edgar Barrera                                                    | Hanna* · Edgar Barrera · Joe London | 3:40     |  |
| 5.               | «100 años» (con Prince Royce)       | Ashley · Hanna · Geoffrey Rojas · Andy Clay · Erika Ender                         | Hanna* · Matt Rad                   | 3:05     |  |
| 6.               | «Llueve sobre mojado»               | Ashley · Hanna · Barrera                                                          | Hanna* · Barrera · London           | 3:28     |  |
| 7.               | «Paleta»                            | Ashley · Hanna · Camilo Echeverry · Mau Montaner                                  | Hanna* · Noriega                    | 3:29     |  |
| 8.               | «Extraños»                          | Ashley · Hanna · Yoel Henríquez                                                   | Hanna* · Barrera · London           | 3:31     |  |
| 9.               | «¿Qué me faltó?»                    | Ashley · Hanna · Ortega                                                           | Hanna* · Noriega                    | 3:22     |  |
| 10.              | «No me importa»                     | Ashley · Hanna · Barrera                                                          | Hanna* · Noriega                    | 3:52     |  |
| 11.              | «Corazón irrompible»                | Ashley · Hanna · Henríquez                                                        | Hanna* · Noriega                    | 3:10     |  |
| 12.              | «Me gustas tú»                      | Ashley · Hanna · Clay · Raquel Sofía                                              | Hanna* · Rad                        | 2:54     |  |
| 40:35            |                                     |                                                                                   |                                     |          |  |

| DVD material adicional |                                                    |          |  |
| N.º                    | Título                                             | Duración |  |
| 1.                     | «No pasa nada» (Lyric Video)                       | 3:21     |  |
| 2.                     | «30 de febrero» (feat. Abraham Mateo, Lyric Video) | 3:21     |  |
| 3.                     | «Ojalá» (Lyric Video)                              | 3:28     |  |
| 4.                     | «Llueve sobre mojado» (Lyric Video)                | 3:28     |  |
| 5.                     | «Eso no va a suceder» (Lyric Video)                | 3:36     |  |
| 6.                     | «Paleta» (Lyric Video)                             | 3:31     |  |
| 7.                     | «100 años» (feat. Prince Royce, Videoclip Oficial) | 3:17     |  |

### Formatos
- CD - Edición de un disco con 12 pistas.[70]
- CD/DVD (versión mexicana) - Edición de dos discos en digipak que contiene 12 pistas y un DVD adicional con videos musicales y lyric videos.
- Descarga digital - contiene los doce temas de la versión CD.[70]

## Créditos y personal
Créditos adaptados de las notas del álbum.

### Voz e instrumentos
- Ashley Grace: voz (1-12)
- Hanna Nicole: voz (1-12)
- Abraham Mateo: voz (1)
- Prince Royce: voz (5)
- Matt Rad: voces de fondo (5, 12), piano (5, 12), guitarra (5, 12)
- Santiago Hernández: teclados (1)
- Rob Wells: teclados (1)
- George Noriega: teclados (1, 3, 7, 11), guitarra (2-3, 7, 9-10), bajo (2), brass (10)
- Matt Calderín: batería (1-3, 7, 9, 11)
- Pete Wallace: teclados (2-3, 9-11)
- Edgar Barrera: ukelele (4, 6, 8), teclados (4, 6, 8), guitarra (4, 6, 8), bajo (4, 6, 8)
- Joe London: ukelele (4, 6, 8), teclados (4, 6, 8), guitarra (4, 6, 8), bajo (4, 6, 8), brass (8)
- Pablo De La Loza: teclados (7), guitarra (7), bajo (7)
- Tim Mitchell: mandolina (11), guitarra (11)

### Productores y técnicos
- Hanna Nicole: coproducción (1-12)
- George Noriega: producción (1-3, 7, 9-11), supervisión musical (1-12), programación (1-3, 7, 10-11), ingeniería de grabación (1-3, 7, 9-11), asistente adicional de mezcla (5)
- Edgar Barrera: producción (4, 6, 8), ingeniería de grabación (4, 6, 8), programación (4, 6, 8)
- Joe London: producción (4, 6, 8), ingeniería de grabación (4, 6, 8), programación (4, 6, 8)
- Matt Rad: producción (5, 12), programación (5, 12), mezcla (5, 12)
- Emily Lazar: ingeniería de masterización (1-12)
- Adrián Morales: asistente de ingeniería (1-12)
- Rafael Vergara: programación (1)
- Santiago Hernández: programación (1)
- Rob Wells: programación (1), ingeniería de grabación (1-3)
- Diego Contento: ingeniería de grabación (1-3, 7, 9-11)
- Dave Clauss: ingeniería de mezcla (1-3, 9-11)
- Jean Rodríguez: dirección vocal (1-12), ingeniería vocal (1-12), ingeniería de grabación (4, 6, 8)
- Pete Wallace: programación (2-3, 9-11), ingeniería de grabación (9-11)
- Luis Barrera Jr: mezcla (4, 6, 8)
- Francesco Grieco: asistente de ingeniería (5, 12)
- Pablo De La Loza: programación (7), ingeniería de grabación (7)
- Gustavo Celis: mezcla (7)

### Administración y diseño
- Isabel de Jesús: A&R
- Charlie García: A&R
- Álex Gallardo: A&R
- Olga Laris: diseño álbum

## Posiciones en la lista
| Listas (2017-2018)                | Mejor posición |
| --------------------------------- | -------------- |
| Argentina (CAPIF)                 | 2              |
| Estados Unidos (Latin Pop Albums) | 11             |
| Estados Unidos (Latin Pop Sales)  | 14             |
| México (AMPROFON)                 | 3              |

| Listas (2018)                   | Mejor posición |
| ------------------------------- | -------------- |
| México Top 100 Anual (AMPROFON) | 26             |

## Certificaciones
| País (organismo certificador) | Certificación | Unidades certificadas |
| ----------------------------- | ------------- | --------------------- |
| México (AMPROFON)             | Platino + Oro | 90 000                |

## Historial de lanzamiento
| País   | Fecha                  | Edición  | Formato                           | Discográfica      |
| ------ | ---------------------- | -------- | --------------------------------- | ----------------- |
| Varios | 1 de diciembre de 2017 | Estándar | CD · Descarga digital · Streaming | Sony Music Latin  |
| México | 1 de diciembre de 2017 | Estándar | CD/DVD                            | Sony Music México |